# Chlieb vo vajci

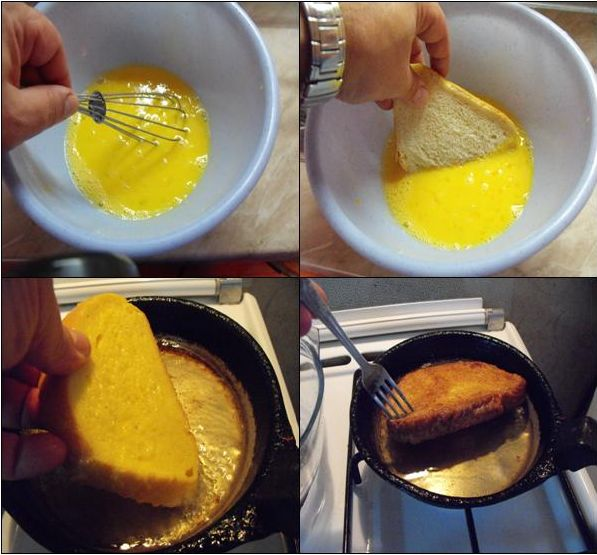
Preparazione del chleba vo vajci

Il chlieb vo vajci /'xlɪep 'ʋɔ 'ʋajtsi/ o chlieb vo vajíčku /'xlɪep 'ʋɔ 'ʋajiːtʂku/ (in italiano: pane all'uovo; dialettalmente chleba vo vajci o bundáš), in Slovacchia, il chléb s vejcem /'xlɛp 's 'vɛjtsɛm/, nel Repubblica Ceca, o il bundáskenyér, in Ungheria, è un piatto salato fritto di colazione o cena popolare nel Repubblica Ceca, Ungheria e Eslovaquia.

## Storia
Il chlieb vo vajci è nato dal tradizionale french toast che viene realizzato in versione dolce.  Già in antichità si cucinava un semplice equivalente del pane dell'epoca, che si inzuppava nel latte e poi si friggeva nell'olio. Successivamente si utilizzò uova per questo. Era molto popolare nel periodo medioevo, quando veniva spesso servito come contorno ai pasti principali. Da allora la ricetta non è cambiata molto, poiché era composta da ingredienti base già disponibili in passato.

## Preparazione
Il chlieb vo vajci richiede fette di pane, uova, latte, sale e olio per friggere. Le uova vengono sbattute con latte e sale e le fette di pane vengono inzuppare in base di uova che vengono poi poste sull'olio riscaldato in una padella. Si friggono a fiamma dolce per 2 o 3 minuti. Il chlieb vo vajci è possibile degustare con mostarda, ketchup o spolverare con formaggio.